# Jindřich Frýda
Jindřich Frýda je český filmař, dokumentarista. 
Podílel se mimo jiné na televizních dokumentech Sny a skutečnost Hanzelky a Zikmunda a Requiem za 116 vesnic nebo televizních seriálech Svobody se nevzdáme a Zač jsme bojovali. Spolupracoval zejména s Milanem Maryškou a Jiřím Reichlem, s nimiž také získal Cenu Ferdinanda Peroutky.